# Rasselner Kirchweg 12 (Mönchengladbach)

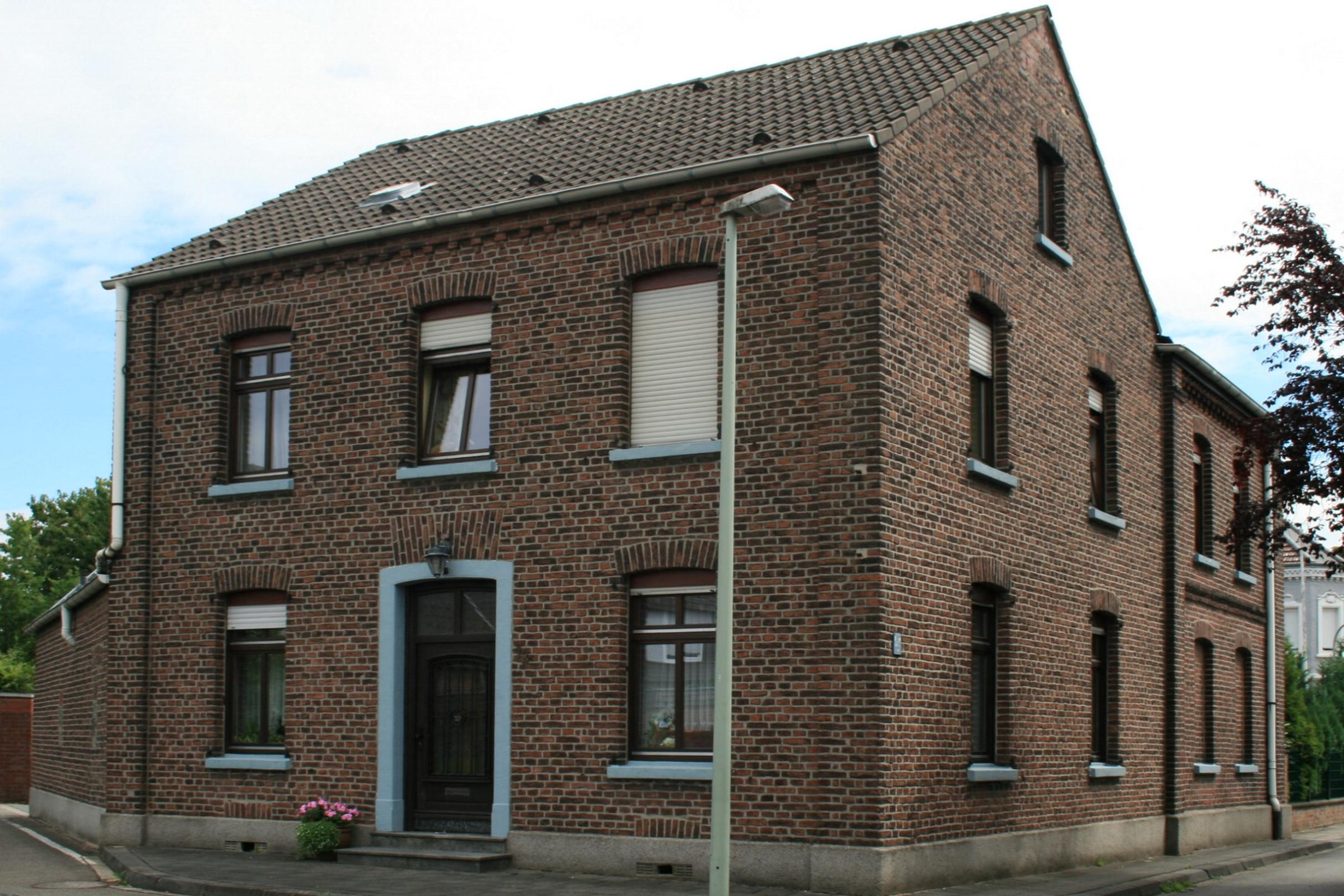
Wohnhaus (2010)

Das Wohnhaus Rasselner Kirchweg 12 steht im Stadtteil Hardt in Mönchengladbach (Nordrhein-Westfalen).
Das Gebäude wurde Mitte des 19. Jahrhunderts erbaut. Es wurde unter Nr. R 001 am 4. Dezember 1984 in die Denkmalliste der Stadt Mönchengladbach eingetragen.

## Architektur
Der Rasselner Kirchweg führt in unmittelbarer Nähe der Kirche St. Nikolaus entlang. Bei dem Haus Nr. 12 handelt es sich um ein zweigeschossiges, traufständiges Wohnhaus mit einem Satteldach aus der Mitte des 19. Jahrhunderts.